# Lecane ludwigii
Lecane ludwigii är en hjuldjursart som först beskrevs av Karl Eckstein 1883.  Lecane ludwigii ingår i släktet Lecane och familjen Lecanidae. Arten är reproducerande i Sverige. Inga underarter finns listade i Catalogue of Life.